# 李畋
李畋（621年5月14日—？），中国花炮祖师，唐武德四年（公元621年）生于湖南醴陵麻石村。据传，当时灾害连年，瘟疫流行，李畋以小竹筒装硝，导引点燃，以硝烟驱散山岚瘴气，减少了瘟疫的流行，爆竹因而很快推广开来。李畋因此被烟花爆竹业奉为祖师。

## 生平
李畋，唐武德四年 （公元621年）生于湖南醴陵麻石村。李畋天资聪慧，随父练就一身武艺，曾被多处聘为武术教习。父母去世后，他搬至狮形山半岭上，与采药人仲叟为伴。一天，两人上山采药、狩猎，偶遇风雨，回家后，仲叟一病不起。乡人言称为山魈邪气作怪（实为瘴气），将危害一方。李畋十分焦急，突想到父亲曾说燃竹可壮气驱邪，即试之，颇具声色，但爆力不足，他便大胆地在竹节上钻一小孔，将硝药填入，用松油封口引爆，效果极佳。乡邻仿之，一时山中爆声四起，清香扑鼻，瘴气消散，仲叟病愈。但这种竹爆携带不便，且不安全，李畋又以纸代竹，经反复试验，其声如雷，光气四射。后来，这种爆竹除用于驱除瘴气，还用于婚丧喜庆。李畋为恤民富乡做下这一事业，受到各方好评，但因缺少资金等原因，爆竹生产一时未能发展起来，直到宋代，始建作坊、爆庄。 
为制作爆竹，李畋历尽艰辛，手足多次伤损，住屋亦毁于硝火，且末能按时婚娶，直到中年才与一唐姓贫女结为夫妻。此后，他继续从事爆竹制作和硝药提炼，终因积劳成疾病逝，享年70岁。